# ترمینال نیلز اریکسون

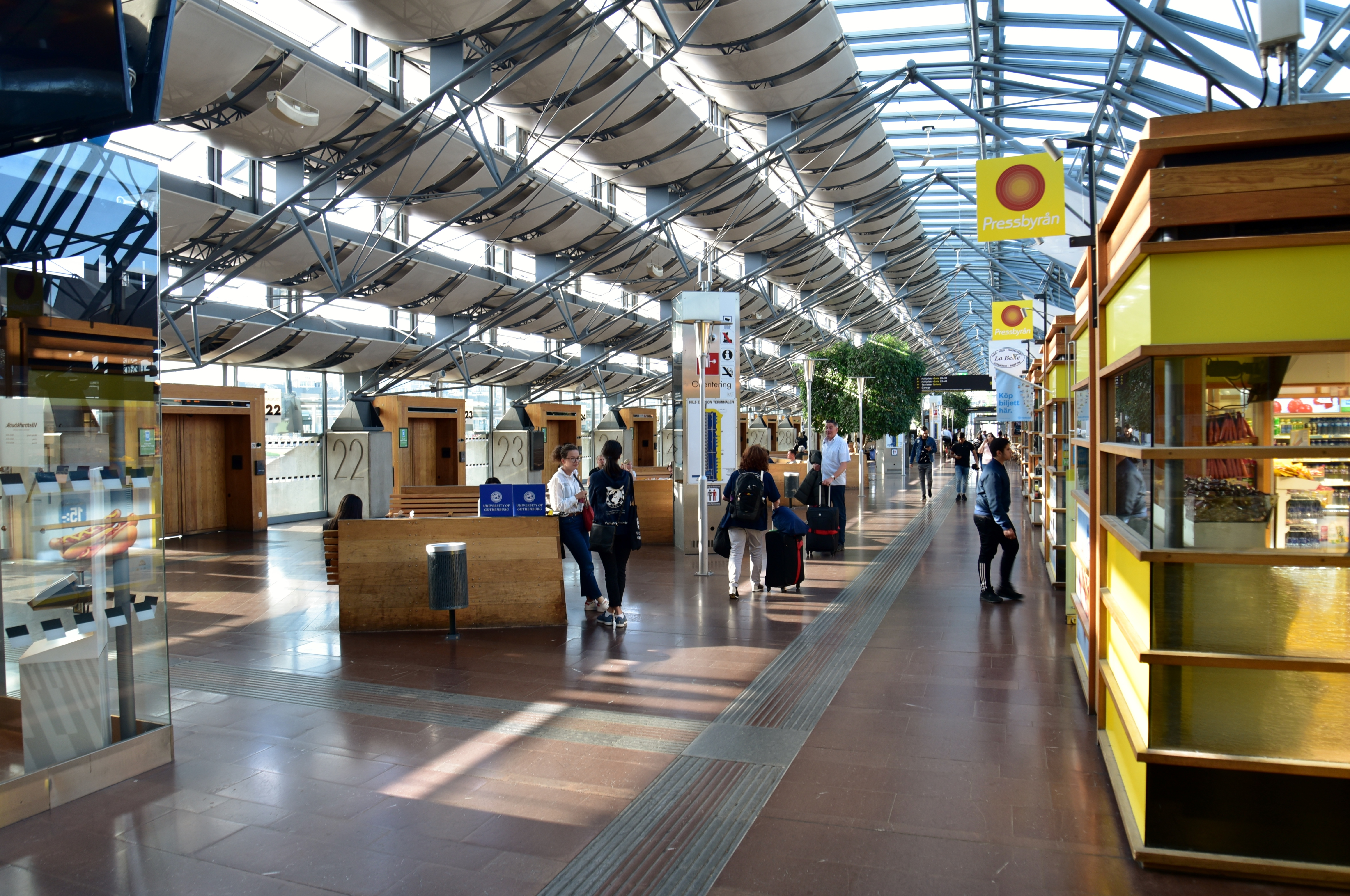
ترمینال نیلز اریکسون

پایانه نیلز اریکسون یک پایانه اصلی اتوبوس در شهر یوتبری، سوئد است. این پایانه در مرکز شهر، درست در کنار ایستگاه مرکزی یوتبری (Centralstationen) و در مقابل مرکز خرید اصلی نوردستان واقع شده است. خیابان اصلی و اکثر هتل‌ها در فاصله پیاده‌روی از ترمینال قرار دارند.
این پایانه به بخش‌های زیادی از شهرستان وسترا گوتالند با ترافیک اتوبوس سرویس می‌دهد (اگرچه بسیاری از مقصدهای منطقه‌ای در درجه اول توسط قطارهای منطقه‌ای سرو می‌شوند).
شرکت‌های اتوبوسرانی مانند Flixbus, Bus4You, Nettbuss Express, Swebus Express و Eurolines در خدمت مقصدهایی مانند اسلو، استکهلم و کپنهاگ هستند. با تغییر اتوبوس به بسیاری از مقصدها می‌توان رسید. ترمینال اتوبوس از سیستم مدرن استفاده می‌کند که اتوبوس‌ها به دروازه‌ها می‌رسند و مسافران به‌طور مستقیم از ترمینال با تهویه مطبوع وارد اتوبوس می‌شوند، که بسیار شبیه به فرودگاه‌های مدرن است درب (لاین)های که در داخل وجود دارد (شماره ۲۱–۳۸). همچنین ۱۱ لاین بیرونی با خطوط (۴۹–۳۹) وجود دارد.
این ترمینال به افتخار نیلز اریکسون، مخترع و مهندس مکانیک سوئدی و برادر جان اریکسون نامگذاری شده است. ترمینال توسط معمار نروژی نیلز تورپ طراحی و در سال ۱۹۹۶ جایزه ملی کاسپر سالین را دریافت کرد.